# Cintas-largas
Os cintas-largas são um povo indígena, assim chamado pelos primeiros invasores dos seus territórios, por ostentarem uma espécie de cinturão, feito de entrecasca de uma árvore - o tauari. Este nome foi posteriormente adotado pela Fundação Nacional do Índio.
A população dos cintas-largas está distribuída por, aproximadamente, 33 aldeamentos, a maioria deles localizados nas Terras Indígenas Serra Morena (quatro aldeias), Aripuanã (nove aldeias), Parque Indígena Aripuanã (sete aldeias) e Roosevelt (cinco aldeias). Essas terras, situadas no leste de Rondônia e no noroeste de Mato Grosso possuem superfície total de  2.732.567 hectares tradicionalmente ocupadas pelos cinta-largas.
O mito de criação cinta-larga conta como Gorá criou todos os seres das diferentes tribos. Os animais teriam sido criados a partir de seres humanos.

## Características gerais

### Demografia
Em 1969 a população cinta-larga foi estimada em cerca de 2.000 pessoas, em seguida a população declinou e voltou a aumentar, chegando ao total de 1954 pessoas em 2014, conforme os dados da tabela abaixo: 
| Ano  | População | Referência          |
| ---- | --------- | ------------------- |
| 1969 | 2000      | ISA (2019)          |
| 1981 | 500       | ISA (2019)          |
| 2001 | 1032      | ISA (2019)          |
| 2003 | 1300      | ISA (2019)          |
| 2014 | 1954      | (Siasi/Sesai, 2014) |

## Definição
Embora a denominação cinta-larga seja usada para designar um conjunto de grupos indígenas caçadores, habitantes das terras que se estendem do leste de Rondônia ao noroeste do Mato Grosso, trata-se, na verdade, de grupos distintos que se autodenominam Kabã, Kakin e Mã e que têm língua e cultura semelhante. Antes do contato com a Fundação Nacional do Índio, esses grupos ocupavam territórios exclusivos. Os kabã não têm subdivisões; os kakin têm algumas subdivisões e os mam ou mã têm várias subdivisões (Dal Poz, 1991).
Falam uma língua do tronco tupi, da família conhecida como Tupi-Mondé, a qual compartilham, com pequenas variações, com seus vizinhos gaviões, suruís-paíteres e zorós. Assim como esses povos, os grupos cintas-largsa tinham na caça a sua principal atividade de subsistência, combinada com uma pequena agricultura - de tubérculos (cará, mandioca e inhame) e milho –, atividade claramente depreciada frente àquela da caça.
O território ocupado pelos cintas-largas até o final dos anos 1950 compreendia as bacias dos rios Roosevelt, a oeste; Juruena, a leste; Rio Branco, afluente da margem esquerda do Rio Negro e Guariba, afluente do Aripuanã, ao norte, até o paralelo dez e os rios Iquê, 12 de Outubro, afluente esquerdo do alto Camararé e Juína, afluente esquerdo do Juruena, ao sul. Esse território limitava-se, ao sul e a oeste, com as terras dos enauenê-nawê e dos nambiquara; a leste, com os erikbatsa e, ao norte, com os suruís e os zorós. Em tempos passados, os grupos cintas-largas viviam em guerra permanente com esses outros povos, por disputas territoriais ou por vinganças de mortes anteriores.

## Massacre do Paralelo 11

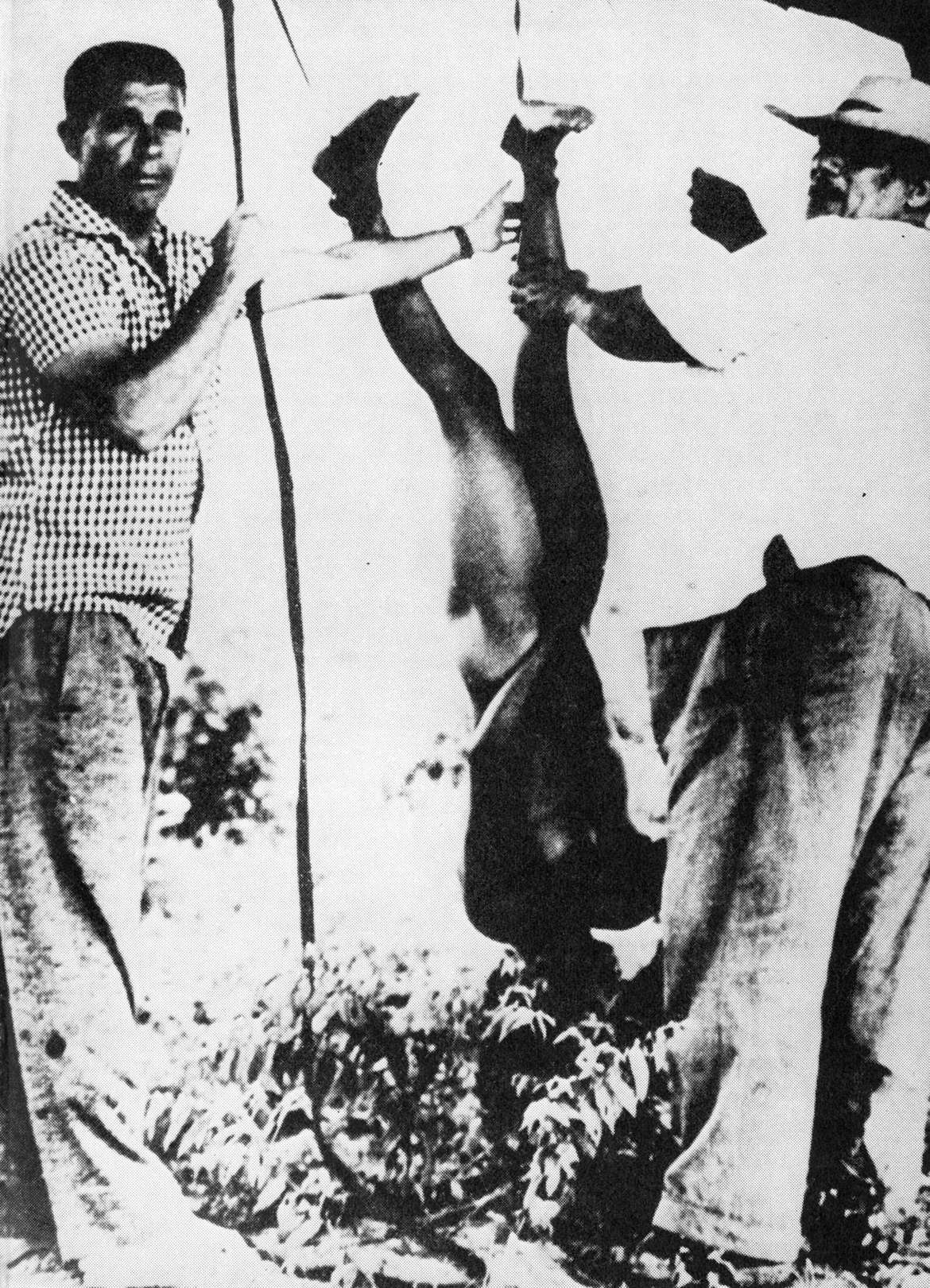
Reconstituição do Serviço de Proteção ao Índio do modo como foi executada uma mulher da etnia cinta-larga, cortada ao meio com um facão, em um território indígena, na região entre o Mato Grosso e Rondônia, em 1963, episódio conhecido como Massacre do Paralelo Onze.

Nos anos 1960, os cintas-largas, assim como vários outros grupos indígenas, foram vítimas da abertura da fronteira agrícola e das políticas de incentivo à exploração dos recursos naturais, que visavam principalmente a ocupação da região Norte do país. Nessa época, esses povos eram tidos como empecilhos ao desenvolvimento, o que motivou o extermínio de comunidades indígenas inteiras. Após o Massacre do Paralelo 11 (1963), como ficou conhecida a destruição de aldeias cintas-largas em Mato Grosso, a mando do seringalista Antonio Junqueira, o estado brasileiro foi, pela primeira vez, denunciado internacionalmente por genocídio.